# Saint-Gangolf (Mayence)
La collégiale Saint-Gangolf avait été construite au début du Moyen Âge après les incursions normandes dans la partie nord de la zone fortifiée de la ville de Mayence, près du confluent de la Zeybach qui se jette dans le Rhin. Fortement endommagé lors des bombardements de 1793, cet édifice, qui avait été agrandi d'une commanderie teutonique, a disparu dans les travaux de rénovation urbaines engagés par l'occupant français sous le Premier Empire.

## Historique
Le prévôt de la cathédrale de Mayence Thierry, plus tard archevêque de Trèves en 965, fondateur du monastère, a été mentionné pour la première fois dans un document d'Otton Ier daté du 29 mai 961 qui le mentionne comme occupant de ce siège. Otton Ier lui transféra des biens dans le Nahegau, qui étaient auparavant détenus par les seigneurs de Lantbert, Megingoz et Reginzo, y compris les places de Kirn et de Bergen. Il a utilisé ce don à titre personnel pour équiper l'abbaye Saint-Gangolf. L'église et les bâtiments du monastère ont été construits pour accueillir 12 chanoines.
Le monastère, qui relevait du patronage de saint Gangolf, appartenait aux évêques de Trèves jusqu'au haut Moyen Âge. Le culte de saint Gangolf a conduit à l'établissement d'une église spécifique (de) à Trèves dès 958, dont Thierry fut le doyen. Ce prélat est décédé le 5 juin 977 (ou le 12 juin 977 selon d'autres sources) à Mayence et a été inhumé dans la collégiale Saint-Gangolf de cette même cité.
En 1570, le monastère tomba sous le pouvoir de l'archevêque de Mayence, Daniel Brendel von Homburg. Celui-ci le fit agrandir de 1575 à 1581, par le maître d'œuvre de la cathédrale de Mayence Georg Robin (de) dans le style Renaissance et aussi pour élever la chapelle du château de la forteresse de Martinsburg, construite de 1478 à 1481,. Elle a été conçue comme une église-halle à trois nefs avec une galerie et de hautes fenêtres. Les fameuses stalles du chœur Brendel, qui étaient à l'origine construites dans l'église et richement décorées de sculptures, ont été intégrées dans le chœur Est de la cathédrale de Mayence,,.
Un document indique que le doyen de Saint-Gangolf occupait le poste de conservateur ordinaire des privilèges de l'Ordre teutonique pour l'ensemble du territoire allemand dès 1436. Cela pourrait être l'une des raisons du choix du site de la Deutschhaus, construite en 1730. L'église Saint-Gangolf a été gravement endommagée pendant le siège de Mayence de 1793 par les bombardements des coalisés et, par conséquent, plus tard, tout comme la chancellerie épiscopale qui lui était liée, a été victime des travaux de l'urbaniste français, Eustache de Saint-Far, dans le Bleichenviertel (de).
Lors des travaux de rénovation de la Deutschhaus en 2017, diverses découvertes archéologiques de différentes époques historiques de Mayence ont été faites. Le tracé des remparts romains (de) du milieu du IIIe siècle dans cette zone a pu être relevé pour la première fois, une précieuse pièce d'or byzantine de l'empereur Héraclius a été découverte et les restes de l'ancienne église de Saint-Gangolf ont pu être fouillés.

## Sources
- (de) Cet article est partiellement ou en totalité issu de l’article de Wikipédia en allemand intitulé « St. Gangolf (Mainz) » (voir la liste des auteurs).